# Protea coronata
Protea coronata là một loài thực vật có hoa trong họ Quắn hoa. Loài này được Lam. miêu tả khoa học đầu tiên.